# Восточная и тихоокеанская боксёрская федерация
Восточная и тихоокеанская боксёрская федерация (англ. Oriental and Pacific Boxing Federation, OPBF) — международная спортивная организация, занимающаяся санкционированием титульных поединков по профессиональному боксу на территории Азии и Океании.

## История
Основана в 1952 году со штаб-квартирой в Токио при содействии боксёрских комиссий Японии, Кореи и Филиппин. Со временем в федерацию вступили и комиссии многих других азиатских стран, что значительно расширило её охват. Изначально носила название Восточная боксёрская федерация (англ. Orient Boxing Federation), но в 1977 году после присоединения Австралийской национальной боксёрской федерации была переименована в Восточную и тихоокеанскую боксёрскую федерацию (англ. Oriental and Pacific Boxing Federation).
Начиная с 1963 года OPBF плотно сотрудничает с Всемирным боксёрским советом (WBC), являясь аффилированной с ним структурой.

## Члены
В состав федерации входят 15 национальных боксёрских комиссий и 3 региональные комиссии (Гонконг, Гуам, Гавайи).

| - Австралия - Китай - Фиджи - Гуам - Гавайи | - Гонконг - Индонезия - Индия - Япония - Республика Корея | - Монголия - Новая Зеландия - Филиппины - Папуа — Новая Гвинея - Китайская Республика | - Самоа - Тонга - Таиланд |  |

## Действующие чемпионы OPBF
| Весовая категория       | Чемпион          | Дата             |
| ----------------------- | ---------------- | ---------------- |
| Минимальный вес         | Цубаса Коура     | 29 июля 2017     |
| Первый наилегчайший вес | Эдвард Хено      | 10 сентября 2017 |
| Наилегчайший вес        | Джаир Ракинель   | 13 марта 2018    |
| Второй наилегчайший вес | Эндрю Молоуни    | 24 февраля 2018  |
| Легчайший вес           | Марк Джон Йап    | 11 ноября 2016   |
| Второй легчайший вес    | Хидэнори Отакэ   | 17 марта 2017    |
| Полулёгкий вес          | Сатоси Симидзу   | 2 октября 2017   |
| Второй полулёгкий вес   | Хиронори Мисиро  | 20 июня 2018     |
| Лёгкий вес              | Масаёси Накатани | 11 января 2014   |
| Второй лёгкий вес       | Рикки Найто      | 15 мая 2018      |
| Полусредний вес         | Бен Савва        | 24 мая 2018      |
| Второй полусредний вес  | Такэси Иноуэ     | 10 ноября 2017   |
| Средний вес             | Ясуюки Акияма    | 3 декабря 2017   |
| Второй средний вес      | Джейди Митчелл   | 17 октября 2016  |
| Полутяжёлый вес         | Аарон Лаи        | 25 февраля 2017  |
| Первый тяжёлый вес      | Джай Опетая      | 15 июля 2017     |
| Тяжёлый вес             | Кётаро Фудзимото | 14 января 2017   |